# Villeneuve-au-Chemin
Pour les articles homonymes, voir Villeneuve.
Villeneuve-au-Chemin est une commune française, située dans le département de l'Aube en région Grand Est.

## Géographie
|                 | Vosnon               |         |
|                 | Villeneuve-au-Chemin |         |
| Coursan-en-Othe |                      | Montfey |

Traversée par la RN 77, à 34 km de Troyes et à 15 km de Saint-Florentin. En 2009, commune d'environ 200 habitants, Villeneuve au chemin fait partie du canton d'Ervy-le-Châtel. Le territoire communal, d'une superficie de 333 hectares dont 100 hectares de forêt communale, se situe à une altitude moyenne de 120 mètres.

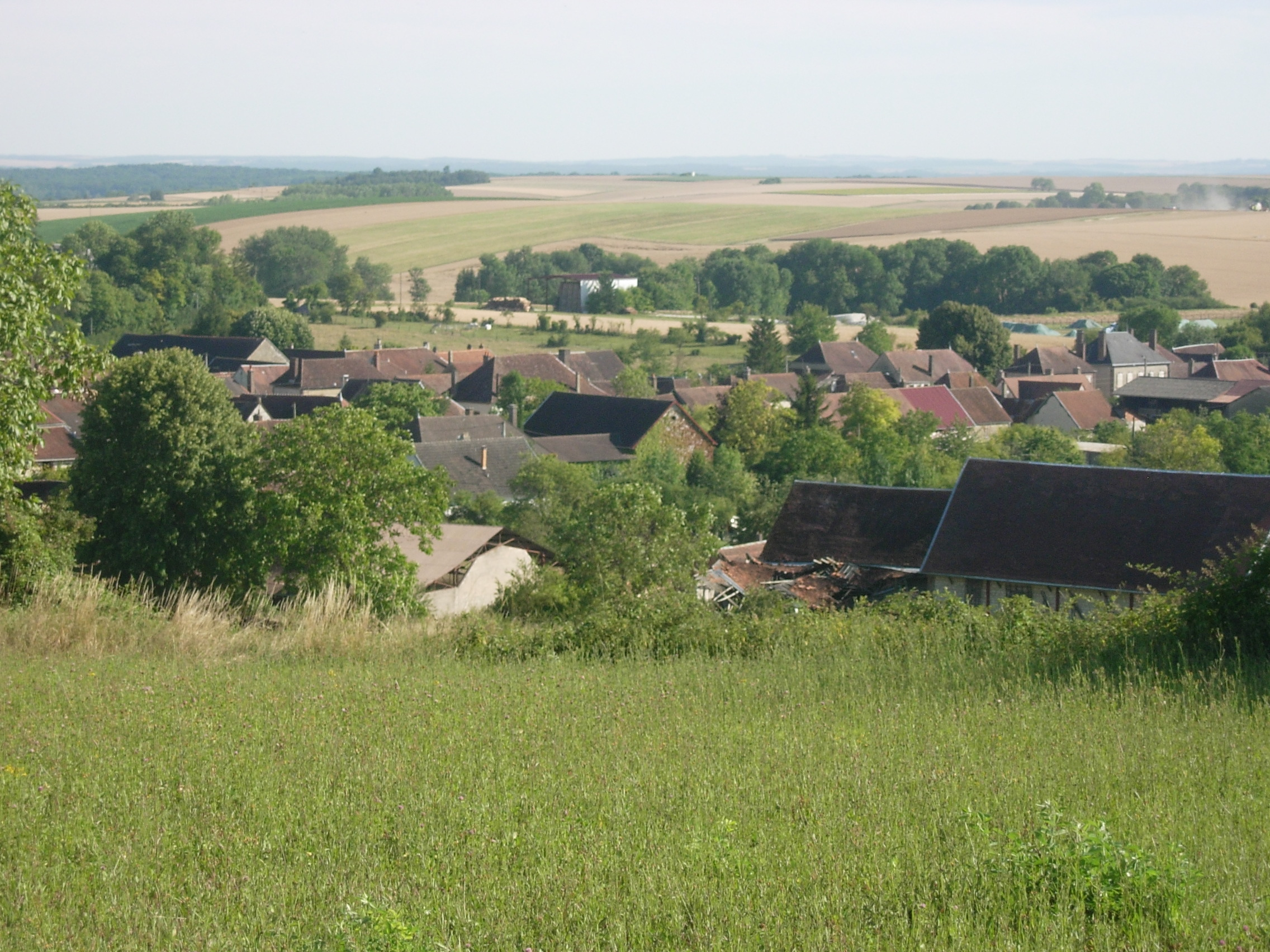
Vue de Villeneuve-au-Chemin.
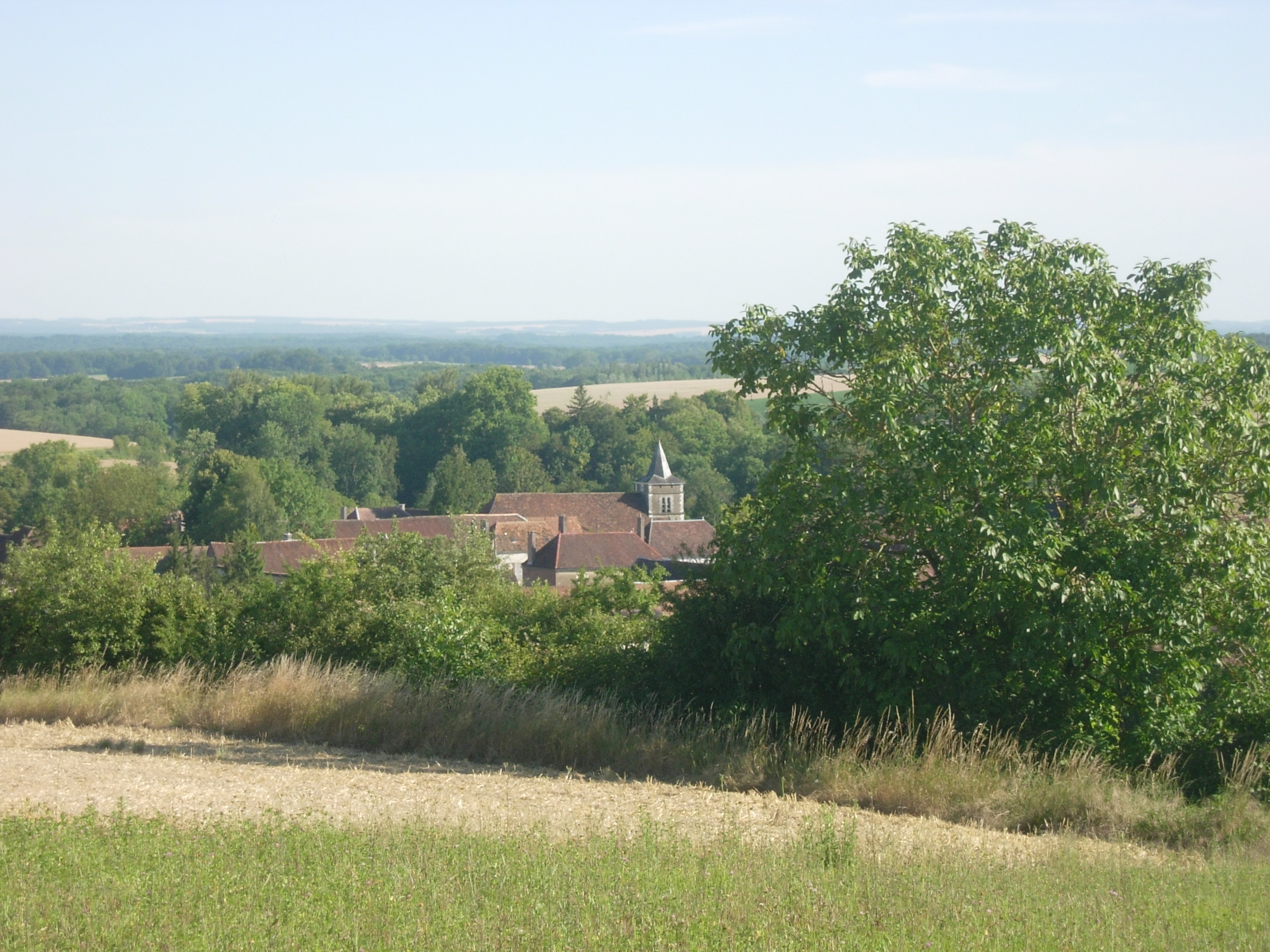
Le village et son église.

### Hydrographie

#### Réseau hydrographique
La commune est dans la région hydrographique « la Seine de sa source au confluent de l'Oise (exclu) » au sein du bassin Seine-Normandie. Elle est drainée par le ruisseau du Boutois,.
Le ruisseau du Boutois, d'une longueur de 12 km, prend sa source dans la commune  et se jette  dans l'Armance à Soumaintrain, après avoir traversé cinq communes. 

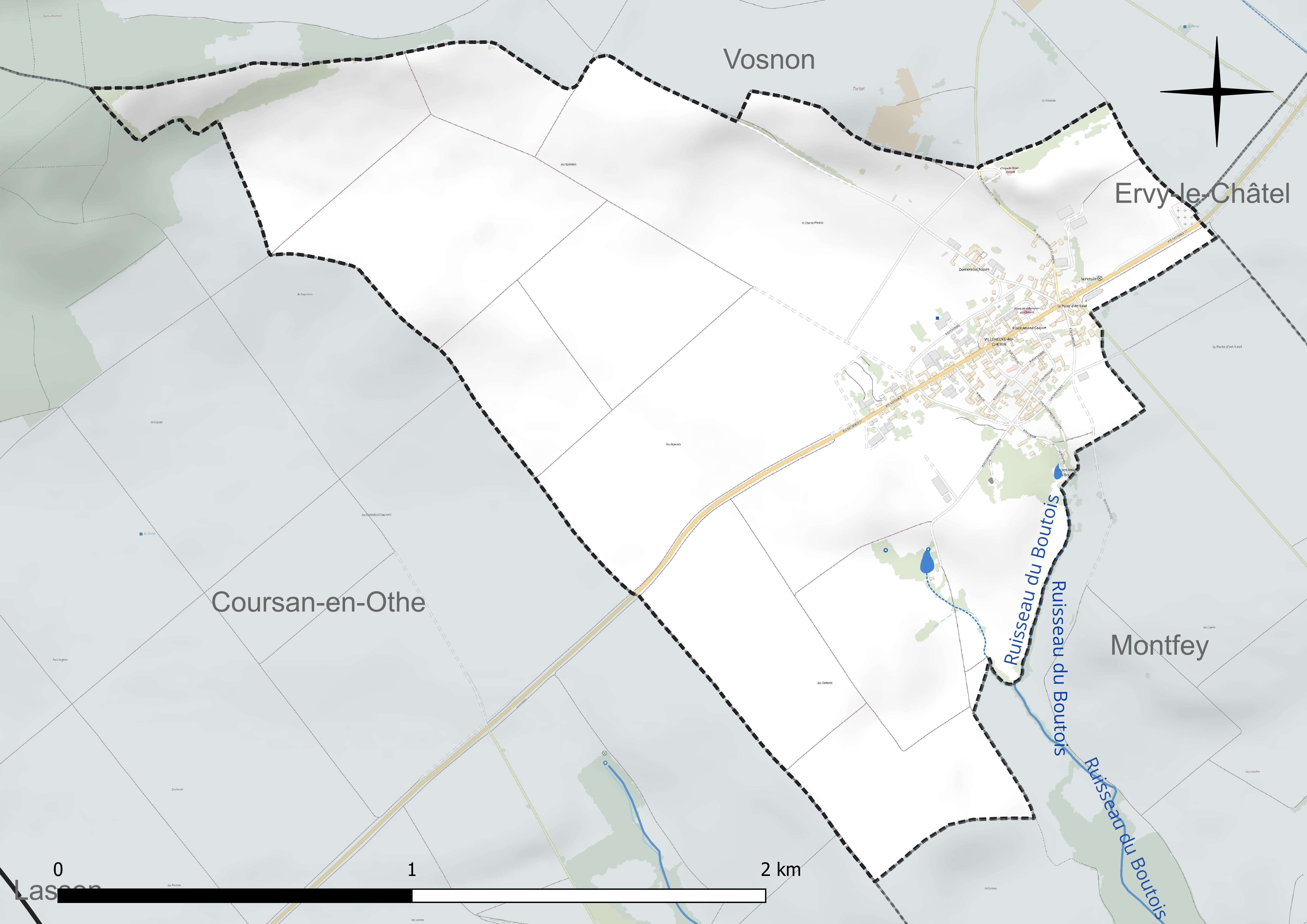
Réseau hydrographique de Villeneuve-au-Chemin.

#### Gestion et qualité des eaux
Le territoire communal est couvert par le schéma d'aménagement et de gestion des eaux (SAGE) « Armançon ». Ce document de planification concerne le territoire du bassin versant de l'Armançon qui s’étend sur 3 100 km2 et se répartit sur trois départements (l'Aube, l'Yonne et la Côte-d'Or). Il a été approuvé le 6 mai 2013. La structure porteuse de l'élaboration et de la mise en œuvre est le syndicat mixte du bassin versant de l'Armançon (SMBVA). 
La qualité des cours d’eau peut être consultée sur un site dédié géré par les agences de l’eau et l’Agence française pour la biodiversité. 

### Climat
Pour des articles plus généraux, voir Climat du Grand Est et Climat de l'Aube.
En 2010, le climat de la commune est de type climat océanique dégradé des plaines du Centre et du Nord, selon une étude du Centre national de la recherche scientifique s'appuyant sur une série de données couvrant la période 1971-2000. En 2020, Météo-France publie une typologie des climats de la France métropolitaine dans laquelle la commune est exposée à un climat océanique altéré et est dans la région climatique  Lorraine, plateau de Langres, Morvan, caractérisée par un hiver rude (1,5 °C), des vents modérés et des brouillards fréquents en automne et hiver. 
Pour la période 1971-2000, la température annuelle moyenne est de 10,5 °C, avec une amplitude thermique annuelle de 15,9 °C. Le cumul annuel moyen de précipitations est de 752 mm, avec 11,8 jours de précipitations en janvier et 7,8 jours en juillet. Pour la période 1991-2020, la température moyenne annuelle observée sur la station météorologique de Météo-France la plus proche, « Chessy-les-Prés_sapc », sur la commune de Chessy-les-Prés à 9 km à vol d'oiseau, est de 11,2 °C et le cumul annuel moyen de précipitations est de 756,5 mm. 
La température maximale relevée sur cette station est de 41,4 °C, atteinte le 25 juillet 2019 ; la température minimale est de −22,2 °C, atteinte le 2 janvier 1997,,. 
Les paramètres climatiques de la commune ont été estimés pour le milieu du siècle (2041-2070) selon différents scénarios d'émission de gaz à effet de serre à partir des nouvelles projections climatiques de référence DRIAS-2020. Ils sont consultables sur un site dédié publié par Météo-France en novembre 2022.

## Urbanisme

### Typologie
Au 1er janvier 2024, Villeneuve-au-Chemin est catégorisée commune rurale à habitat dispersé, selon la nouvelle grille communale de densité à 7 niveaux définie par l'Insee en 2022.
Elle est située hors unité urbaine. Par ailleurs la commune fait partie de l'aire d'attraction de Troyes, dont elle est une commune de la couronne,. Cette aire, qui regroupe 209 communes, est catégorisée dans les aires de 200 000 à moins de 700 000 habitants,.

### Occupation des sols
L'occupation des sols de la commune, telle qu'elle ressort de la base de données européenne d’occupation biophysique des sols Corine Land Cover (CLC), est marquée par l'importance des territoires agricoles (90,4 % en 2018), une proportion identique à celle de 1990 (90,4 %). La répartition détaillée en 2018 est la suivante : 
terres arables (86,6 %), zones urbanisées (8,5 %), prairies (3,8 %), forêts (1,1 %). L'évolution de l’occupation des sols de la commune et de ses infrastructures peut être observée sur les différentes représentations cartographiques du territoire : la carte de Cassini (XVIIIe siècle), la carte d'état-major (1820-1866) et les cartes ou photos aériennes de l'IGN pour la période actuelle (1950 à aujourd'hui).

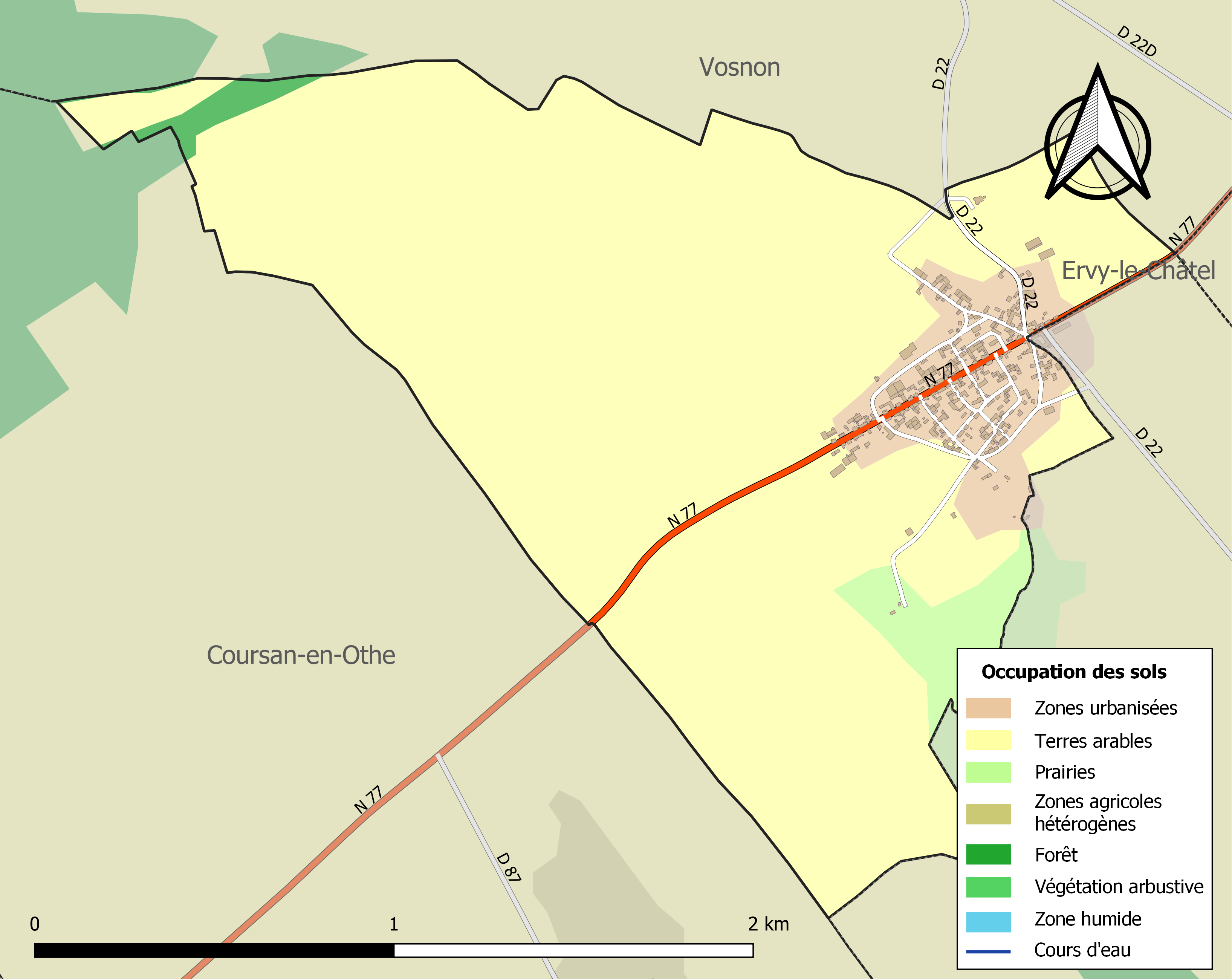
Carte des infrastructures et de l'occupation des sols de la commune en 2018 (CLC).

## Histoire
Villeneuve au Chemin fait partie des Villes neuves (Villeneuve-au-Châtelot, Villeneuve-le-Comte, Villeneuve l’Archevêque, Villeneuve) créées par le comte de Champagne Henri le Libéral à la fin du XIIe siècle pour protéger les routes menant aux foires de Champagne.
Elle existerait déjà en 1178, Henri donne la moitié de Villeneuve à St Jean du Châtel (D’après Roserot, existerait dès 1113 :Possession de l’abbaye de Montiéramey v. dictionnaire topographique de l’Aube)
À cette époque, une ville neuve obtient l' exemption de la taille, de péage, de tonlieu, la réduction du chiffre des amendes et des épices du prévôt, la décharge de l’obligation du service militaire toutes les fois où le comte ou un des grands officiers ne commande pas en personne.
Le chemin est pendant longtemps le nom donné à la voie romaine, ici la voie Agrippa allant de l'Italie à Boulogne, voie construite par les Romains pour transporter troupes et matériels destinées à l'occupation de ce qu'on a appelé la Gaule romaine. La voie Agrippa traversait Troyes. Le nom de la ville provient donc du fait qu'il s'agissait d'une ville neuve construite près de la voie romaine.

## Politique et administration
| Période                                  | Période  | Identité            | Étiquette | Qualité                 |
| ---------------------------------------- | -------- | ------------------- | --------- | ----------------------- |
|                                          | An XI    | Pierre Lorne        |           | Laboureur et aubergiste |
| mars 1971                                | 1995     | Guy de Cockborne    | DVD       | Général                 |
| mars 1996                                | 2008     | Jacques Michaut     |           |                         |
| mars 2008                                | En cours | Gilles de Cockborne | DVD       | Retraité                |
| Les données manquantes sont à compléter. |          |                     |           |                         |

## Démographie
L'évolution du nombre d'habitants est connue à travers les recensements de la population effectués dans la commune depuis 1793. Pour les communes de moins de 10 000 habitants, une enquête de recensement portant sur toute la population est réalisée tous les cinq ans, les populations de référence des années intermédiaires étant quant à elles estimées par interpolation ou extrapolation. Pour la commune, le premier recensement exhaustif entrant dans le cadre du nouveau dispositif a été réalisé en 2004.

En 2022, la commune comptait 196 habitants, en évolution de +5,38 % par rapport à 2016 (Aube : +0,7 %, France hors Mayotte : +2,11 %).
| 1793 | 1800 | 1806 | 1821 | 1831 | 1836 | 1841 | 1846 | 1851 |
| ---- | ---- | ---- | ---- | ---- | ---- | ---- | ---- | ---- |
| 351  | 368  | 362  | 386  | 397  | 398  | 437  | 445  | 437  |

| 1856 | 1861 | 1866 | 1872 | 1876 | 1881 | 1886 | 1891 | 1896 |
| ---- | ---- | ---- | ---- | ---- | ---- | ---- | ---- | ---- |
| 432  | 420  | 426  | 397  | 407  | 400  | 415  | 383  | 369  |

| 1901 | 1906 | 1911 | 1921 | 1926 | 1931 | 1936 | 1946 | 1954 |
| ---- | ---- | ---- | ---- | ---- | ---- | ---- | ---- | ---- |
| 345  | 319  | 331  | 296  | 295  | 261  | 274  | 268  | 251  |

| 1962 | 1968 | 1975 | 1982 | 1990 | 1999 | 2004 | 2006 | 2009 |
| ---- | ---- | ---- | ---- | ---- | ---- | ---- | ---- | ---- |
| 209  | 238  | 218  | 186  | 167  | 176  | 191  | 198  | 181  |

| 2014 | 2019 | 2022 | - | - | - | - | - | - |
| ---- | ---- | ---- | - | - | - | - | - | - |
| 190  | 184  | 196  | - | - | - | - | - | - |

## Lieu et monument
Les principaux centres d'intérêt résident dans son église Saint-Jean-Baptiste : très ancienne, mais ayant beaucoup souffert, seul un bas côté date de son origine. Elle est très simple, et compte 3 statues : une de la Vierge en bois, un saint Jean Baptiste en pierre du XIIe siècle malheureusement défiguré, et une statue de la Vierge Marie et de l'enfant Jésus en pierre polychrome du XVe siècle.
La Vierge (1876),  qui se trouve en haut de la tour de 43 mètres de hauteur, est en fonte, et pèse 8550 kilos pour une hauteur de 7 mètres.
Cette chapelle est une œuvre privée que l’abbé Cardot, alors curé du village de Villeneuve au Chemin a fait élever  avec ses ressources personnelles, sur un terrain lui appartenant. L’abbé Cardot est inhumé derrière le calvaire.[réf. nécessaire]
La chapelle Saint-Joseph-des-Anges est un lieu de pèlerinage (tous les 1er mai)

Chapelle Saint-Joseph-des-Anges
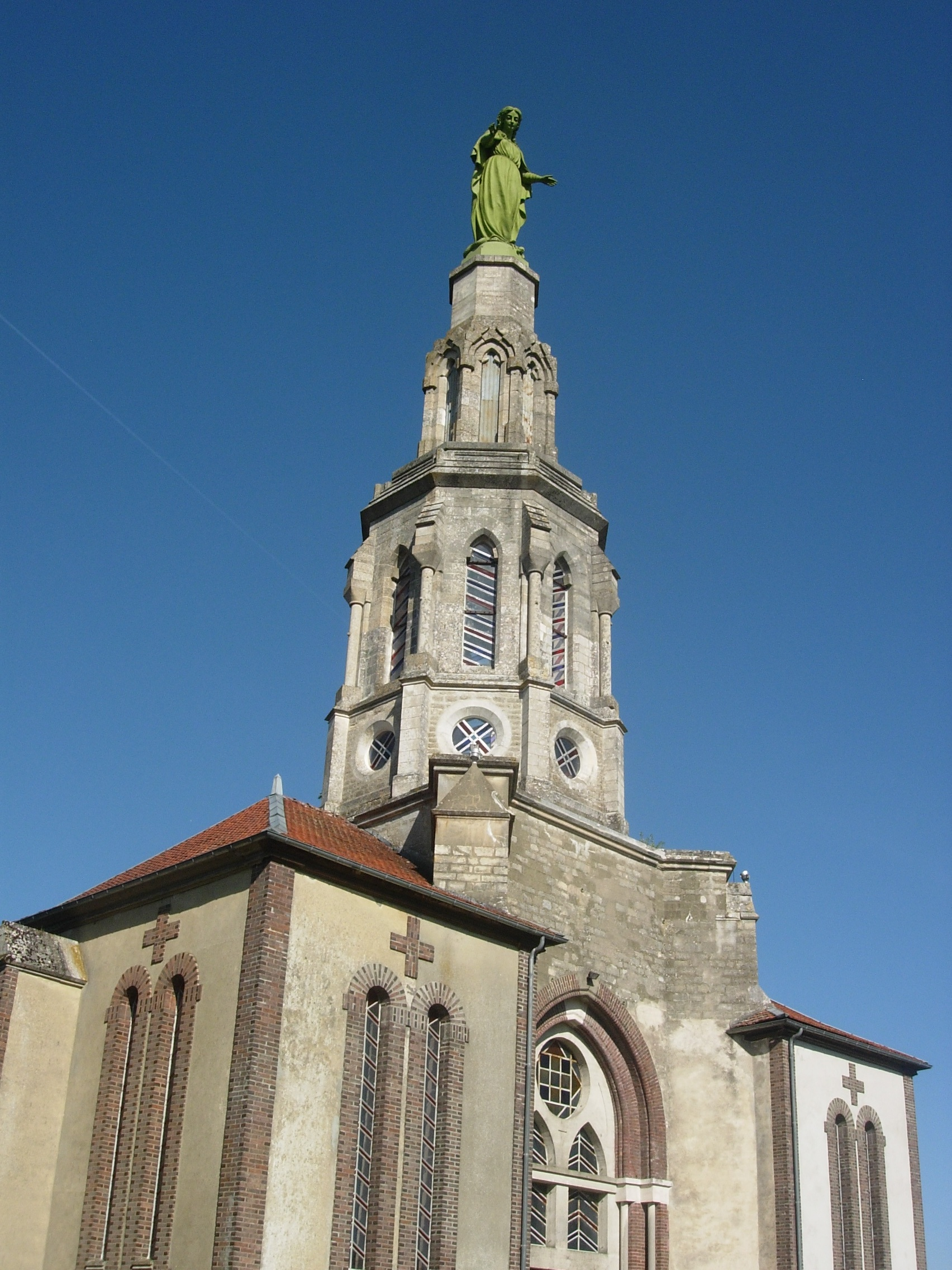
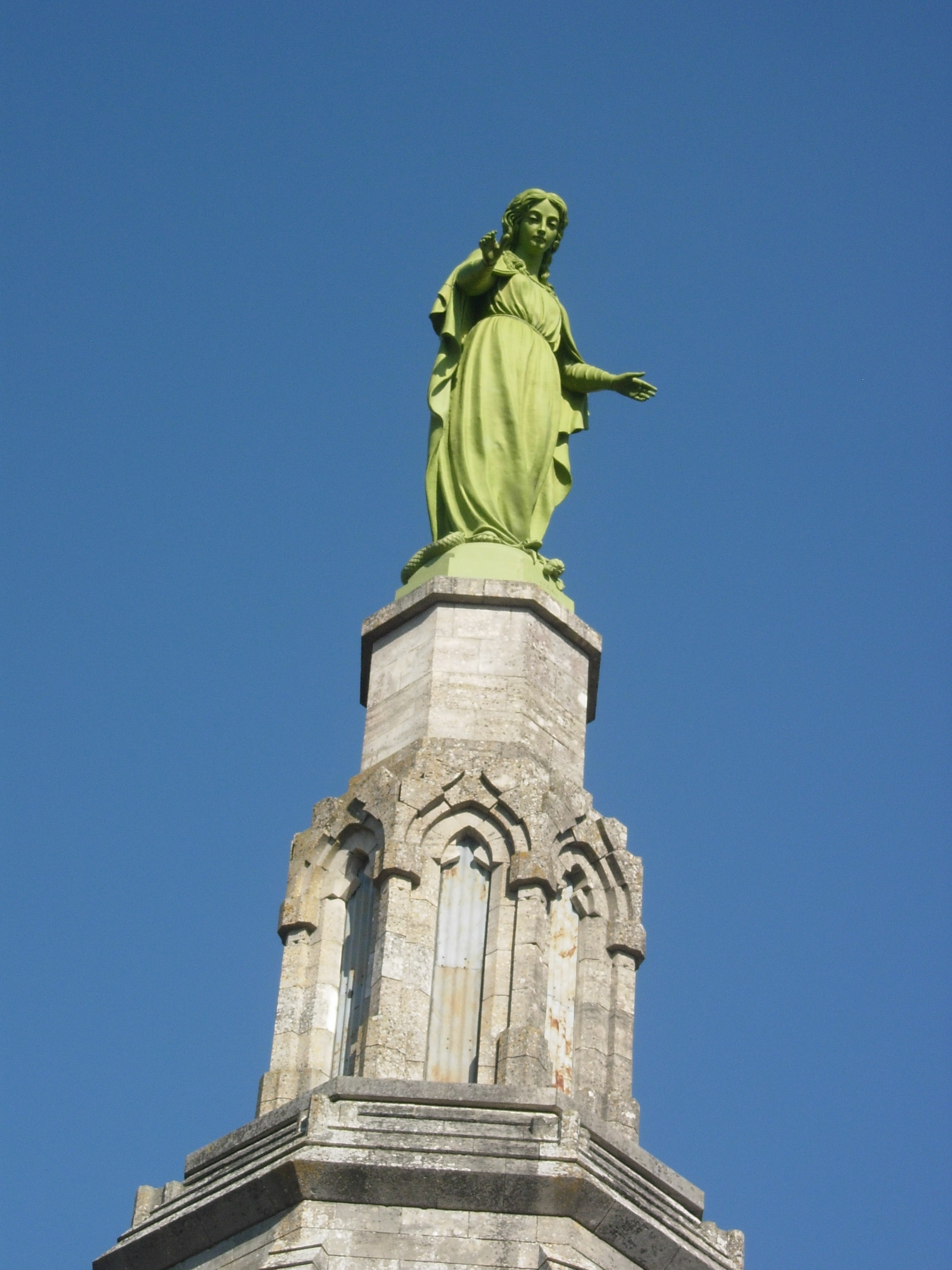
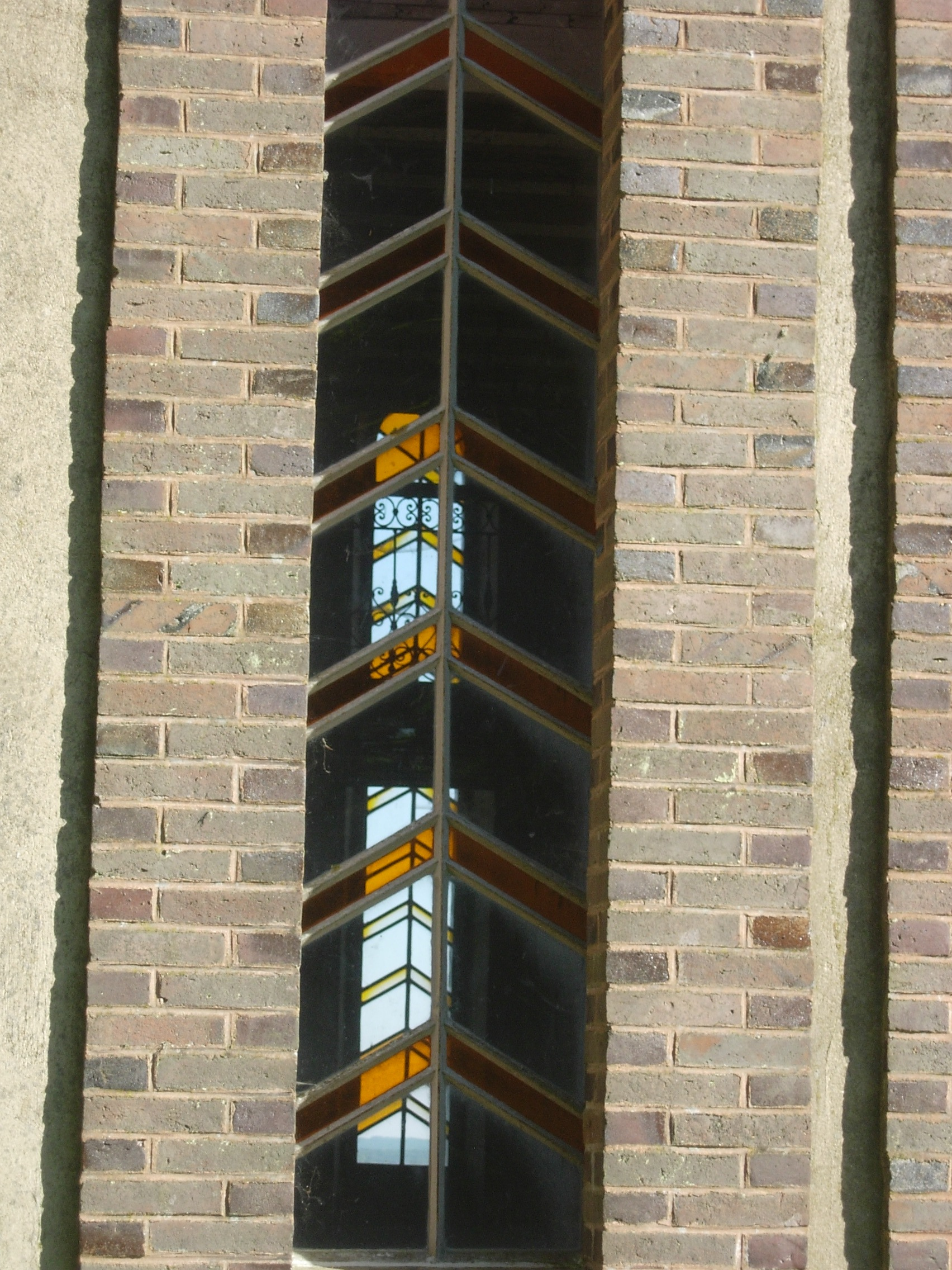
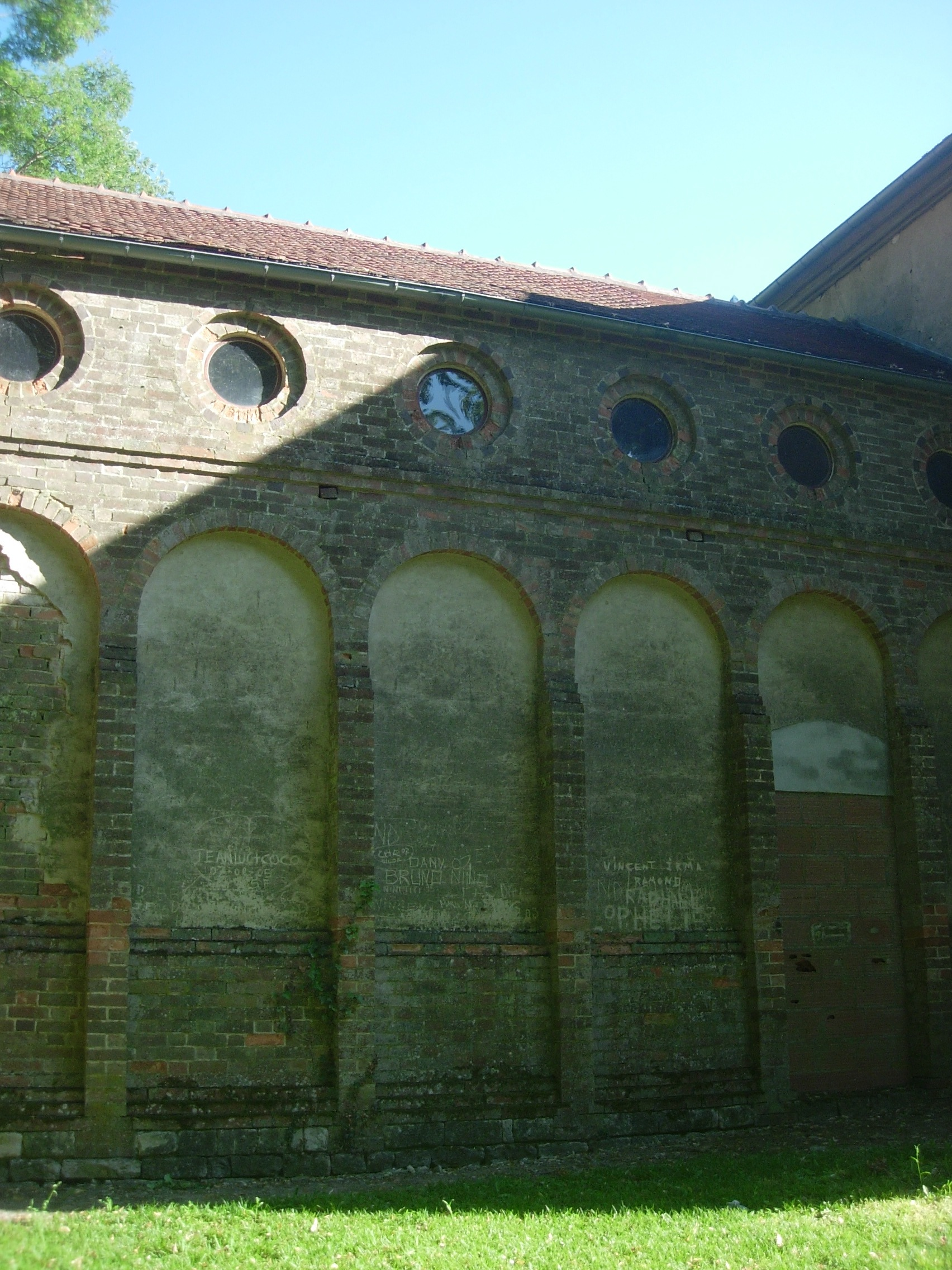
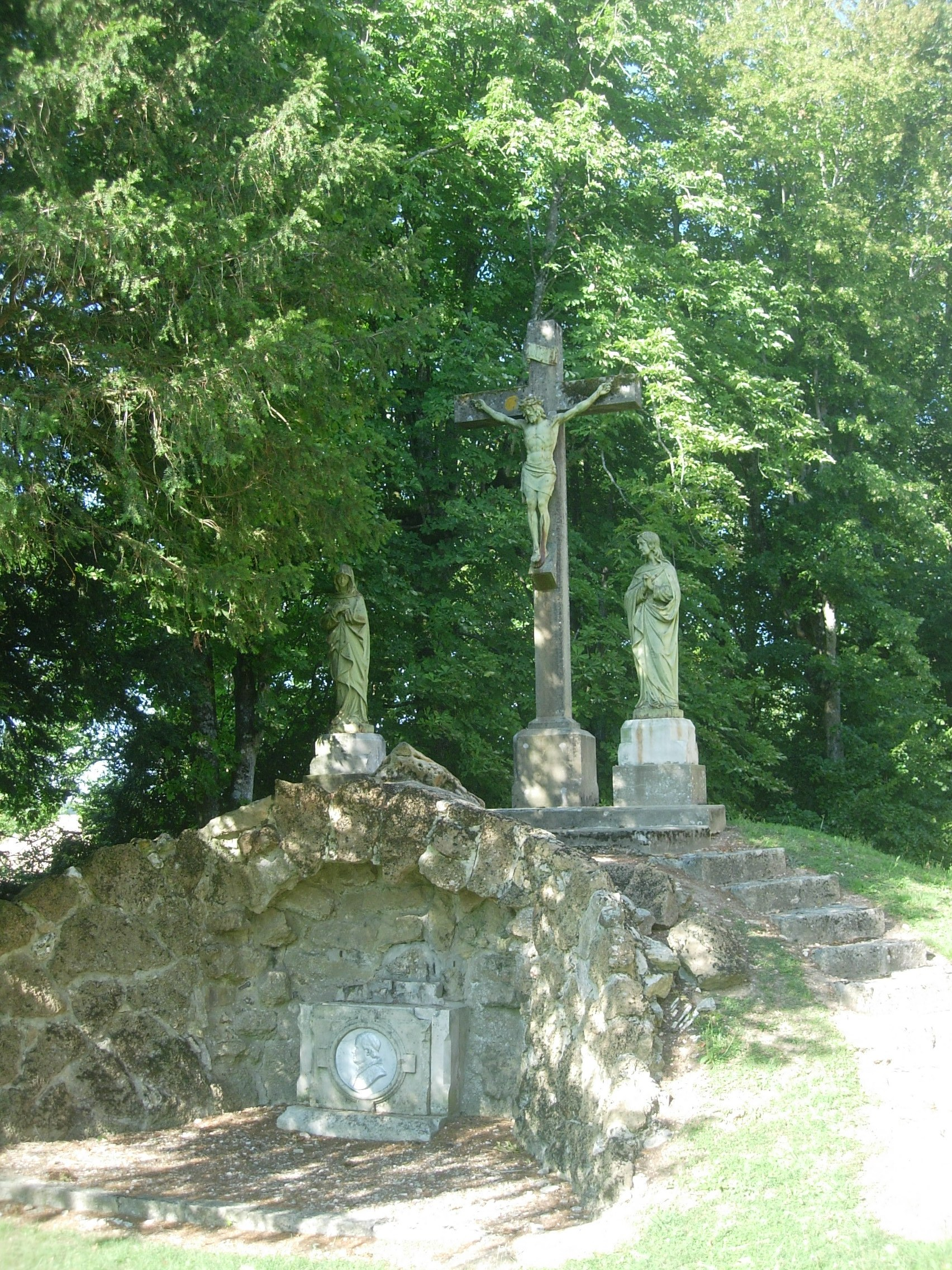
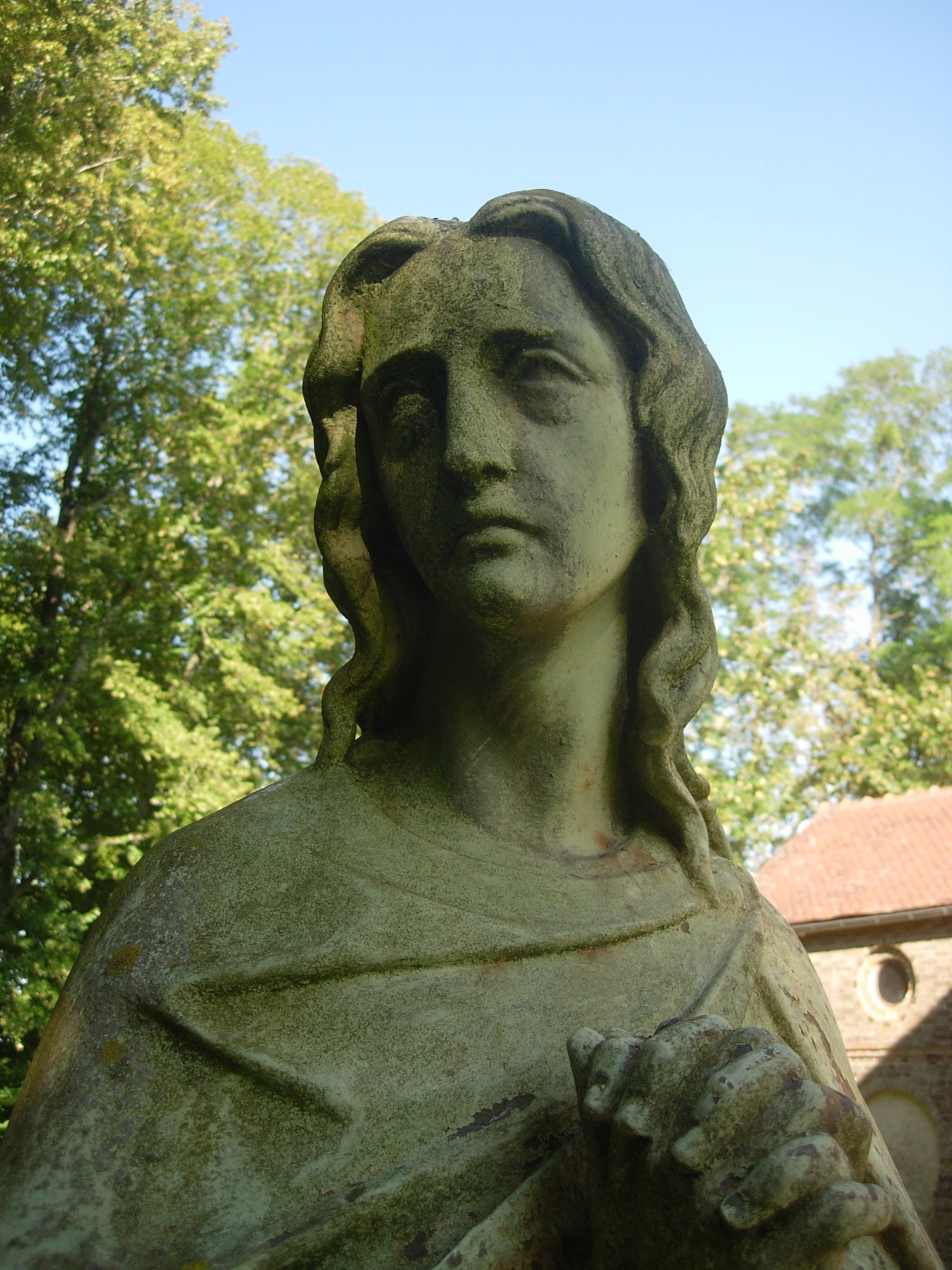
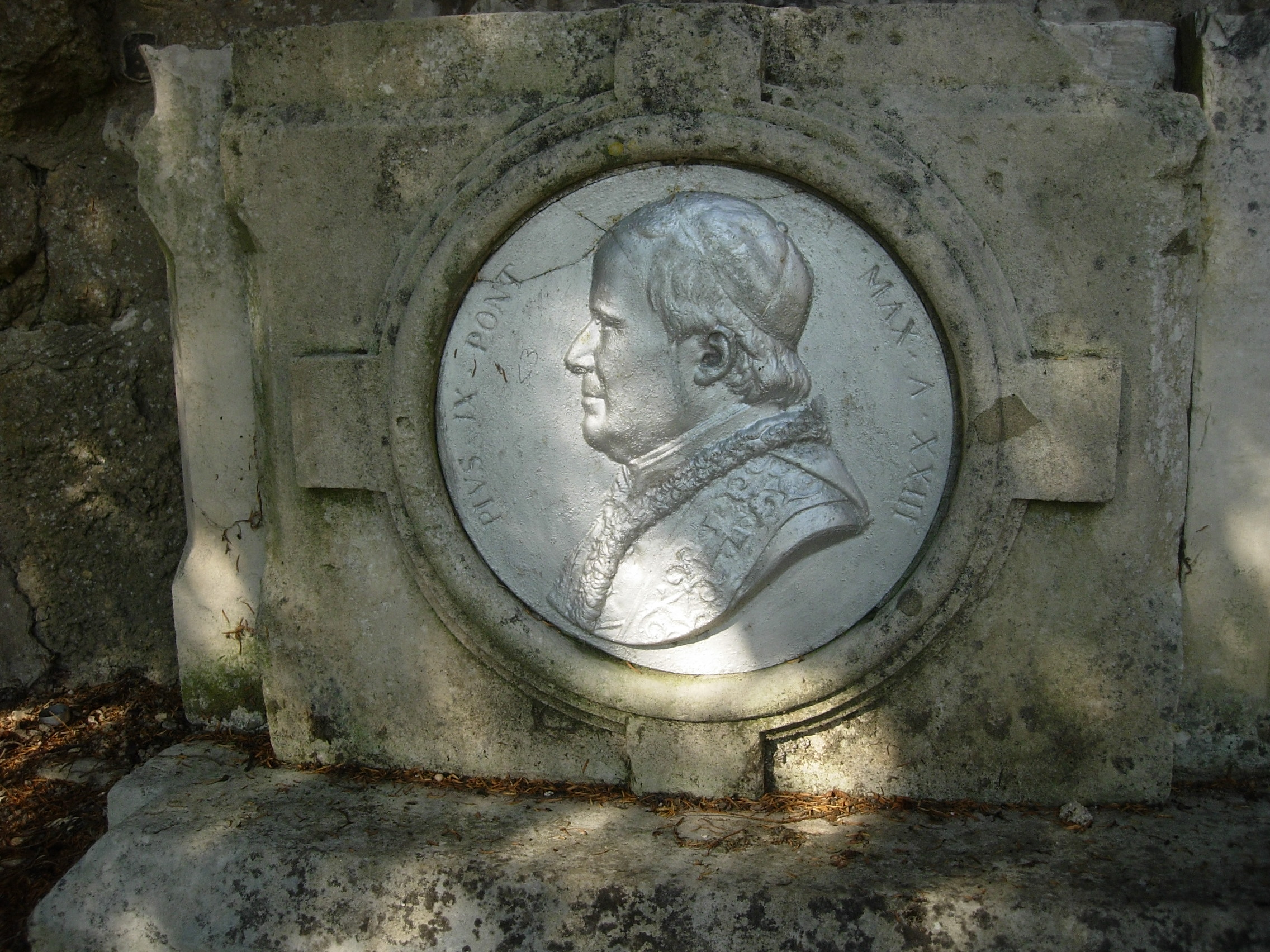
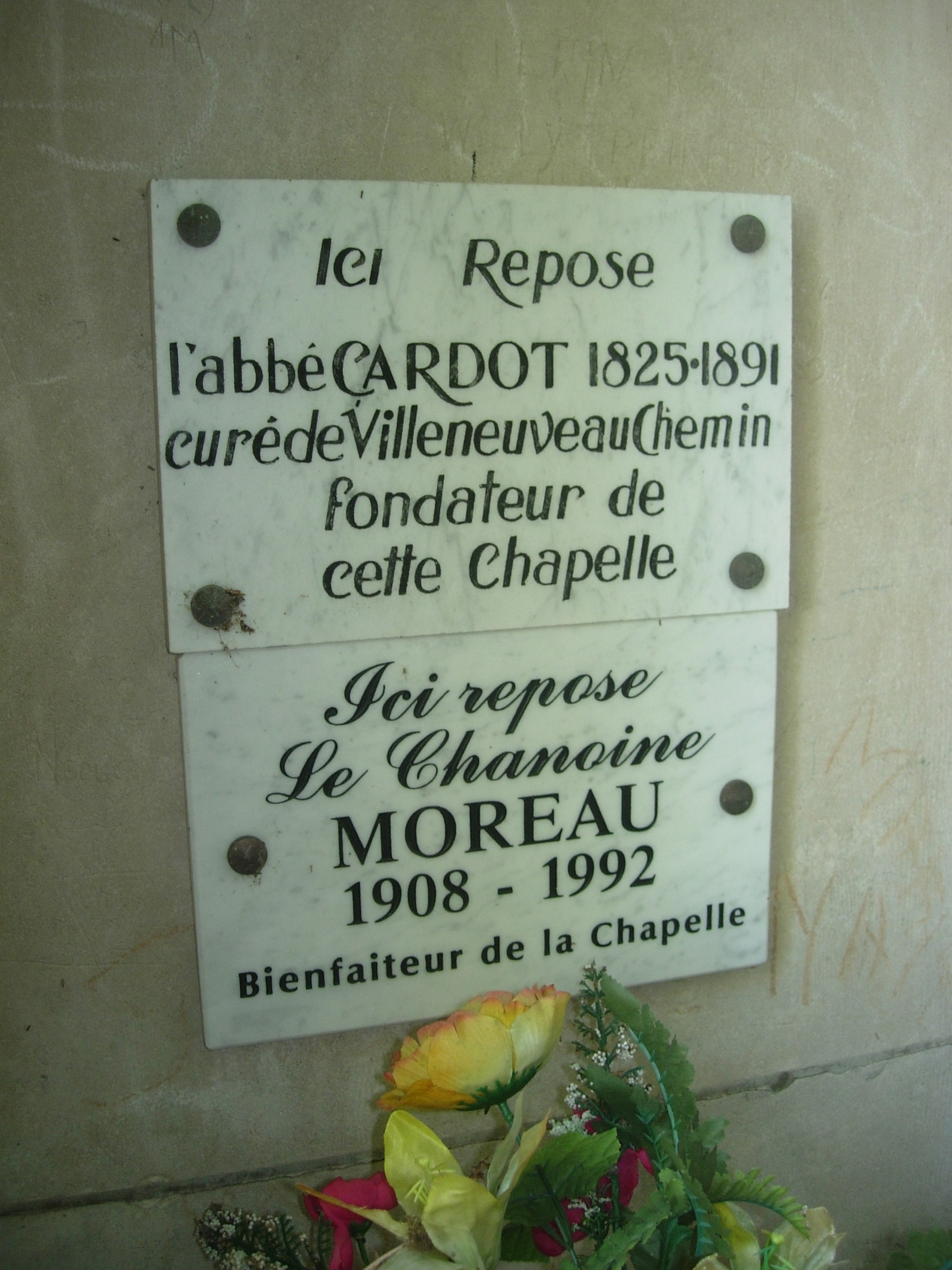

## Personnalités liées à la commune
- Général de brigade Guy de Cockborne (1908-1995), né à Paris. La famille de Cockborne a été maintenue noble sur preuves de 1570. À l'origine branche d'une famille noble d'Écosse. Adam de Cockborne, maréchal des logis de la garde écossaise, épouse Gabrielle des Fontaines en 1578[24], d'où descendance de branches en France qui ont donné des officiers, dont certains ont été décorés de l'ordre de Saint-Louis, un gentilhomme ordinaire du duc d'Orléans au XVIIe siècle, un page de Marie Leszczynska, une chanoinesse de Poulangy née en 1750[24]. Celle qui subsiste porte un titre non régulier de baron[24], à laquelle appartient le général de Cockborne qui est le fondateur de l'association de la chapelle Saint-Joseph.